# Jiřice u Moravských Budějovic
Jiřice u Moravských Budějovic – gmina w Czechach, w powiecie Znojmo, w kraju południowomorawskim. Według danych z dnia 1 stycznia 2014 liczyła 66 mieszkańców.